# Misr-Stadion
Das Misr-Stadion ist ein Fußballstadion mit Leichtathletikanlage in der Neuen Hauptstadt Ägyptens, rund 50 km östlich der Hauptstadt Kairo. Mit einem voraussichtlichen Fassungsvermögen von 93.440 Zuschauern ist es das größte Stadion des Landes und, nach dem FNB-Stadion in Johannesburg, das zweitgrößte in Afrika. Es löste damit das Cairo International Stadium als Nationalstadion ab. Es ist Teil eines größeren Sportkomplexes, mit dessen Bau 2015 begonnen wurde. Er soll über ein Trainingsgelände, zwei Mehrzweckhallen, ein Schwimmbecken mit olympischen Maßen und weitere Gebäude verfügen. Es wird mit Blick auf mögliche Bewerbungen des Landes für Olympische Sommerspiele oder eine Fußball-Weltmeisterschaft errichtet.

## Geschichte
Der Bau des Stadions begann im Jahr 2019 als Teil eines großen Sportkomplexes. Das Bauunternehmen Orascom Construction ist der Hauptauftragnehmer. Die Fertigstellung war für das Jahr 2022 geplant. Im März 2022 wurde als geplanter Eröffnungstermin der 30. Juni 2023 angegeben. Dies fiele mit dem Abschluss der ersten Phase der neuen Verwaltungshauptstadt zusammen. Welcher Club das neue Stadion nutzen wird, ist noch offen.
Das Stadion wurde Anfang 2024 fertiggestellt.

## Design
Die Anlage ist auf einem elliptischen Grundriss gebaut. Das Dach ist stilistisch dem Kopfschmuck der altägyptischen Königin Nofretete angelehnt. Die Membran des Dachs wird über 32 hohe Masten mit einer Seilnetzkonstruktion gespannt. Sie fällt von den Längstribünen zu den Hintertortribünen ab. Die Fassade und das Dach sollen verschiedenfarbig beleuchtet werden können.